# Ringwall Possenberg

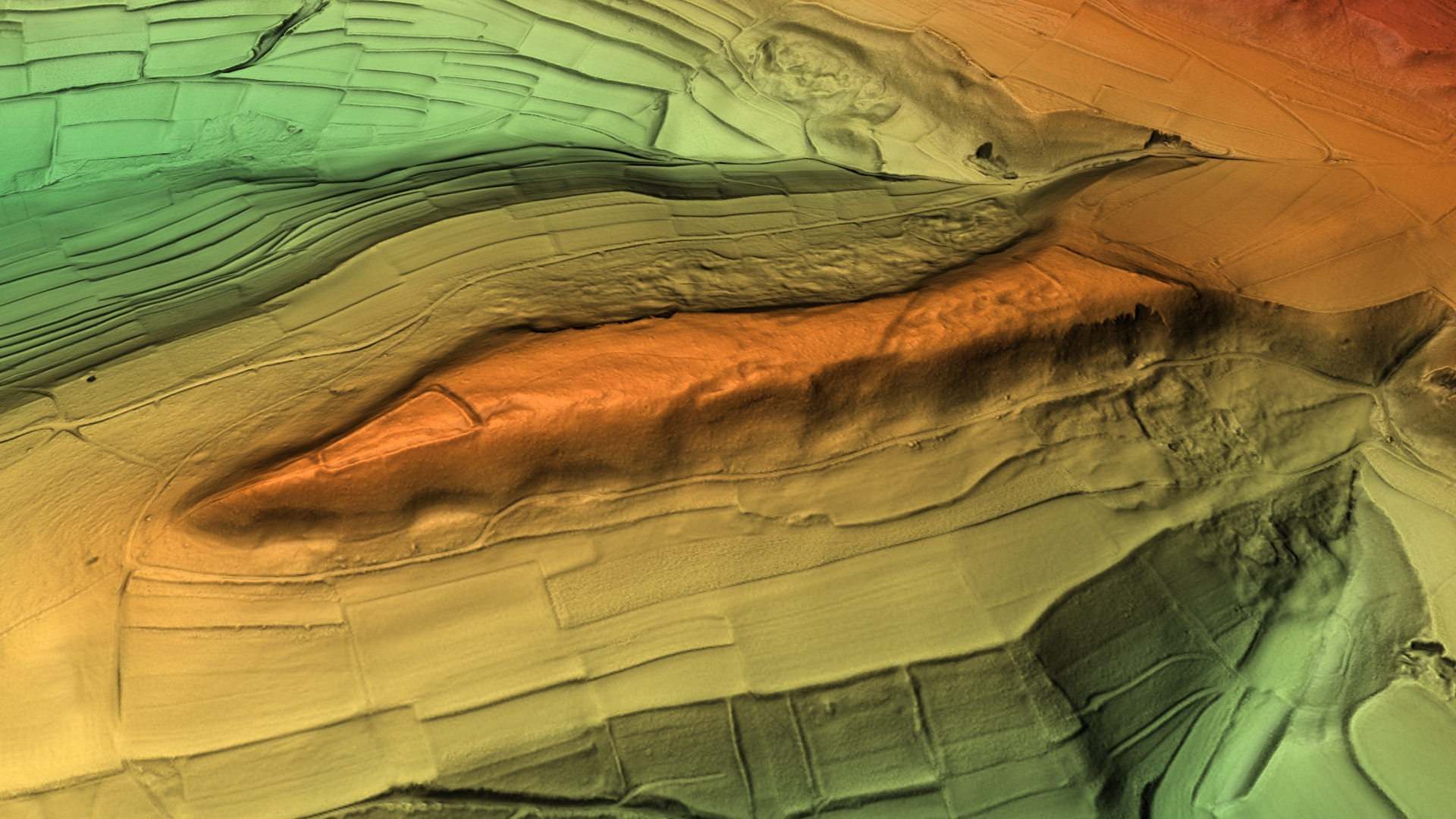
3D-Ansicht des digitalen Geländemodells

Der Ringwall Possenberg, auch Ringwall Posserberg genannt, ist eine abgegangene frühmittelalterliche Befestigungsanlage innerhalb einer vorgeschichtlichen Abschnittsbefestigung auf der langgestreckten Kuppe des namensgebenden Possenberges. Er befindet sich etwa 800 Meter nordnordwestlich der katholischen Filialkirche St. Katharina von Oberküps und rund sechs Kilometer südöstlich der Ortsmitte von Ebensfeld im oberfränkischen Landkreis Lichtenfels in Bayern, Deutschland. Über diese erst im Jahr 1954 entdeckte Ringwallanlage sind keine geschichtlichen oder archäologischen Informationen bekannt, vom Bayerischen Landesamt für Denkmalpflege wird sie grob als mittelalterliche Befestigung bezeichnet und dürfte aufgrund der Konstruktionsmerkmale wie des umlaufenden Grabens wohl während des Frühmittelalters in karolingisch-ottonischer Zeit erbaut und genutzt worden sein. Die der Einsattelung des Possenberges zur Hochfläche des Dornig vorgelagerte und wesentlich stärker als der Ringwall verrollte Abschnittsbefestigung gehörte vermutlich zu einer älteren Befestigung des Berges und entstand möglicherweise schon während der Vorgeschichte, könnte aber auch zeitgleich entstanden sein und als zusätzliche Sicherung der Ringwallanlage gedient haben. Im Bereich der Befestigung wurden als Lesefunde fünf Pfeilspitzen sowie zwei Klappmesserklingen aus Eisen entdeckt. Erhalten haben sich von der Anlage nur ein doppelter Abschnittswall sowie Randwälle, Gräben und Abschnittswälle, die Stelle ist als Bodendenkmal Nummer D-4-5932-0106: Ringwallanlage sowie Abschnittsbefestigung des Mittelalters geschützt.

## Beschreibung
Die Ringwallanlage  befindet sich auf rund 490 m ü. NN und damit rund 180 Höhenmeter über dem Talgrund des Kellbaches auf einem etwa 800 bis 1000 Meter langen und nur 60 bis 80 Meter breiten Bergsporn, dem Possenberg. Seine langgestreckte, nach Westsüdwesten gerichtete Bergkuppe liegt rund 20 bis 30 Meter tiefer als die im Osten angrenzende Jura-Hochfläche des Dornig. Nach Süden und Westen fällt der Possenberg steil zum Tal des Kellbaches, an der Nordseite zum ebenfalls tief eingeschnittenen Tal des Kümmelbaches ab.
An der Wurzel des Bergrückens, unmittelbar nach einer leicht eingeschnürten Einsattelung, liegt auf einer natürlichen, 1,5 Meter nach Nordosten abfallenden und schräg über den Bergrücken verlaufenden Geländekante ein äußerster Abschnittswall. Dieser stark verflachte Wallzug hat nur noch eine Höhe von einem halben Meter und eine Breite von bis zu 3,5 Metern. Ihm folgt nach etwa 40 Metern ein zweiter, den Bergrücken überquerender Abschnittswall; auch dieser erreicht nur noch eine Höhe von einem halben Meter, seine Breite beträgt 5,5 Meter. Gräben sind dort nicht erkennbar. Aufgrund der im Vergleich zum Ringwall stärkeren Verwitterung an der Spornspitze dieser äußeren Abschnittsbefestigung wird angenommen, dass sie zu einer älteren Anlage, die einst den gesamten Bergrücken abriegelte, gehörte. Unwahrscheinlicher dagegen ist die Annahme, dass sie als vorgelagerte Sicherung des Ringwalles diente.
Rund 400 Meter westsüdwestlich dieser äußeren Abschnittsbefestigung liegt 35 Meter vor der Spitze des Possenberges ein trapezförmiger Ringwall. Seine Innenfläche ist 95 Meter lang, seine größte Breite beträgt 60 Meter, an der Seite zur Spornspitze ist er nur noch 20 Meter breit. Die Anlage umschließt an allen Seiten ein im Durchschnitt sechs Meter breiter und 0,4 bis 0,7 Meter hoher Wall aus Kalksteinen. Vor diesem Ringwall befand sich zusätzlich ein Graben, dessen Teile an den beiden Längsseiten am Steilhang im Nordwesten sowie im Südsüdosten der Anlage stark zugeschwemmt und kaum noch erkennbar sind. Die beiden Gräben an den Schmalseiten sind dagegen besser erhalten und noch einen halben Meter tief bei einer Breite von drei Metern an der Spornspitze und 5,5 Metern des östlichen Grabens. Der frühere Zugang zur Anlage lag möglicherweise an einer Unterbrechung des Walls an der Südsüdostseite am Steilhang; es handelte sich nicht um ein Zangentor, sondern um eine einfache Toranlage.